# Żelazna (Garwolin)
Pour les articles homonymes, voir Żelazna.
Żelazna (prononciation : [ʐɛˈlazna]) est un village polonais de la gmina de Pilawa dans le powiat de Garwolin de la voïvodie de Mazovie dans le centre-est de la Pologne.
Il se situe à environ 6 kilomètres au nord-est de Pilawa (siège de la gmina), 13 kilomètres au nord de Garwolin (siège du powiat) et à 47 kilomètres au sud-est de Varsovie (capitale de la Pologne).

## Histoire
De 1975 à 1998, le village appartenait administrativement à la voïvodie de Siedlce.